# Andrew Higginson
Andrew Higginson (Widnes, 13 dicembre 1977) è un giocatore di snooker inglese.

## Carriera
Dopo aver perso in molti turni di qualifica Higginson riuscì a prendere parte al British Open 2000, uscendo subito al primo turno contro James Wattana. Nella stagione 2006-2007 arriva inaspettatamente in finale al Welsh Open, battendo nel torneo alcuni dei più forti giocatori come Marco Fu, John Higgins, Michael Judge, Ali Carter (realizzando contro di lui anche un 147) e Stephen Maguire in semifinale. In finale incontra Neil Robertson ed effettua una grande rimonta nella seconda sessione: dopo aver perso la prima 6-2, l'inglese vince consecutivamente sei frames portandosi a uno dal match. Il suo avversario rispose però con due frames e il match proseguì con il decider, dove l'australiano vinse con il punteggio di 70-0.
In seguito Higginson non migliorò il suo status, raggiungendo come miglior risultato una semifinale al Players Tour Championship Grand Final 2012.

## Ranking[10]
| Stagione  | Ranking iniziale | Ranking finale   |
| --------- | ---------------- | ---------------- |
| 1996-1997 | Non classificato | 334              |
| 1997-1998 | 334              | Non classificato |
| 1998-1999 | 168              | 190              |
| 2000-2001 | 191              | 93               |
| 2001-2002 | 93               | 71               |
| 2002-2003 | 71               | 68               |
| 2003-2004 | 68               | 71               |
| 2006-2007 | Non classificato | 44               |
| 2007-2008 | 44               | 38               |
| 2008-2009 | 38               | 43               |
| 2009-2010 | 43               | 32               |
| 2010-2011 | 32               | 25               |
| 2011-2012 | 25               | 18               |
| 2013-2014 | 22               | 37               |
| 2014-2015 | 36               | 48               |
| 2015-2016 | 48               | 56               |
| 2016-2017 | 56               | 49               |
| 2017-2018 | 49               | 53               |
| 2018-2019 | 53               | 57               |
| 2019-2020 | 57               | 59               |
| 2020-2021 | 59               |                  |

### Break Massimi da 147: 1[11]
| N° | Anno | Competizione | Avversario | Note  |
| -- | ---- | ------------ | ---------- | ----- |
| 1  | 2007 | Welsh Open   | Ali Carter | [ 7 ] |

## Tornei vinti

### Titoli Non-Ranking: 1
| Titoli Non-Ranking | Titoli Non-Ranking | Titoli Non-Ranking | Titoli Non-Ranking |
| ------------------ | ------------------ | ------------------ | ------------------ |
| Competizione       | Anno               | Avversario         | Note               |
| UK Tour 2          | 2000               | Scott MacKenzie    | [ 12 ]             |

- Players Tour Championship: 1 (Evento 5 2011)

## Finali perse

### Titoli Non-Ranking: 1
| Titoli Ranking | Titoli Ranking | Titoli Ranking | Titoli Ranking |
| -------------- | -------------- | -------------- | -------------- |
| Competizione   | Anno           | Avversario     | Note           |
| Welsh Open     | 2007           | Neil Robertson | [ 8 ]          |

| Titoli Non-Ranking | Titoli Non-Ranking | Titoli Non-Ranking | Titoli Non-Ranking |
| ------------------ | ------------------ | ------------------ | ------------------ |
| Competizione       | Anno               | Avversario         | Note               |
| HK Spring Trophy   | 2012               | Mark Selby         | [ 13 ]             |